# Huberodendron allenii
Huberodendron allenii är en malvaväxtart som beskrevs av Standley och L. O. Williams. Huberodendron allenii ingår i släktet Huberodendron och familjen malvaväxter. Inga underarter finns listade i Catalogue of Life.